# Hälften så kär
Hälften så kär är en singel med Staffan Broms med Harry Arnolds orkester från 1953! Vikingarna gjorde även inspelning på  studioalbumet Kramgoa låtar 9.

## Tiktok
En cover-version av "Hälften så kär" fick stor spridning på social media- och videoströmnings-appen Tiktok 2022, tillsammans med hashtagen "#Borås", och kom där att associeras med staden Borås.